# Josip Kalasancije – Klekovski Schlosser
Josip Kalasancije – Klekovski Schlosser (Joseph Calasenz Schlosser von Klekovski, Jindřichov, Moravska, 25. siječnja 1808. – Zagreb, 27. travnja 1882.) bio je hrvatski liječnik i prirodoslovac češkoga podrijetla.
Prve stupnjeve obrazovanja završio je u rodnoj Moravskoj u Češkoj, a roditelji su mu odmah odredili svećenički poziv. Odrastanjem, Schlosser se sve više počinje zanimati za prirodne znanosti te 1826. godine upisuje studij medicine u Beču.
Rad je nastavio kao asistent čuvenog botaničara Joseph Franz von Jacquina. Uskoro dolazi u Slavoniju na mjesto kućnog liječnika kod grofa Pejačevića, a potom i na mjesto liječnika u Varaždinskim Toplicama.
Osobito su mu značajna istraživanja hrvatske flore u suradnji s Ljudevitom Farkašom Vukotinovićem, u suautorstvu s kojim je objavio značajna floristička djela: Pregled hrvatske flore (Syllabus florae Croaticae, 1843.), malu ekskurzijsku floru za određivanje biljaka Bilinar (1873.) i fundamentalno djelo Hrvatska flora (Flora Croatica, 1869.), koje ni do danas nije nadmašeno jer još nema suvremene analitičke hrvatske flore. 
Schlosser je bio među prvim izabranim članovima JAZU i predstojnik matematičko-prirodoslovnoga razreda. 
Bio je prvi predsjednik Hrvatskoga planinarskog društva (1874.). 
Ime Klekovski izabrao je po Kleku za dodijeljeni mu naslov viteza (1867.).